# 托马斯·克莱内
托馬斯·克萊恩（Thomas Kleine）是一位德國足球運動員。在場上司職後衛。他現在效力于德甲球隊菲爾特足球俱樂部。